# Gigir
Gigir is een bestuurslaag in het regentschap Bangkalan van de provincie Oost-Java, Indonesië. Gigir telt 2901 inwoners (volkstelling 2010).